# 匈牙利—马来西亚关系
匈牙利—马来西亚关系是匈牙利与马来西亚之间的外交关系。匈牙利在吉隆坡设有大使馆，而马来西亚也在布达佩斯设有大使馆。

## 历史
两国自1969年12月29日起建立外交关系，驻马来西亚大使馆于1993年成立。1997年4月19日，匈牙利总理霍恩·久洛率领40人的商业代表团对马来西亚进行为期五天的访问。同年6月23日，马来西亚首相马哈迪·莫哈末对匈牙利进行为期两天的正式访问，旨在加强贸易和双边关系，并重点在匈牙利商人中推广多媒体超级走廊。2009年，匈牙利外交部因节省开支而关闭驻马来西亚大使馆，匈牙利总理奧班·維克多上任后，力推「向東開放」外交政策，加强与马来西亚在内的亚洲诸国的外交关系:122，匈牙利驻马来西亚大使馆也在2015年重新开放。
2019年11月19日，马来西亚首相马哈迪和首相夫人茜蒂哈斯玛出席了两国建交50周年的晚宴。

## 经济关系
1993年，匈牙利和马来西亚在吉隆坡签署了一份促进和保护投资的文件，该协议生效的同时也涵盖了1989年签署的避免双重征税和防止财政逃税。经济危机之前，双边贸易总额达到了7.3亿美元，但在经济危机时大幅下降至4亿至4.5亿美元。双方一直在努力恢复至危机前水平，到了2011年已增至5.7亿美元。索尼公司的匈牙利子公司也将其制造工厂搬到了马来西亚。